# Ивана Тръмп
Ивана Мари Тръмп (по баща Зелничкова, чешко произношение: [ˈɪvana ˈmarɪjɛ ˈzɛlɲiːtʃkovaː]) е чешко-американски предприемач, писателка, светска личност и фотомодел, станала известна с брака си с Доналд Тръмп, за когото се омъжва през 1977 г. Тя е изпълнявала ключови управленски длъжности, свързани с бизнеса на Тръмп, включително президент на вътрешния дизайн, президент на Trump's Castle casino resort, както и мениджър на хотел Plaza.
Разводът ѝ с Доналд Тръмп, приключил през 1992 г., става значимо медийно събитие през 90-те. След развода тя разработва своя собствена марка облекла, бижута и козметични продукти.

## Ранни години
Ивана Зелничкова е родена в Моравия, град Злин (преди известен като Gottwaldov), Чехословакия. Дъщеря е на Милош Зелничек (1927 – 1990) и Мари Францова (р. 1926). От най-ранна възраст баща ѝ я насърчава да развива таланта си на скиор. В началото на 1970-те години учи в Карловия университет в Прага.
Споменава се, че тя е била избрана в националния отбор на Чехословакия по ски през 1972 г. за Зимните олимпийски игри. Нейните специалности са спускане и слалом. Въпреки това през 1989 г. Петер Помежни, генерален секретар на Чехословашкия олимпийски комитет, казва: „Коя е тази Ивана и защо хората продължават да ни се обаждат за нея? Ние търсихме много пъти и сме се консултирали с много хора, и не намерихме такова момиче в нашите записи.“

## Личен живот
През 1971 г. Ивана се жени за агента по недвижими имоти Алфред Уинкмайер. Те се развеждат през 1973 година. Тя напуска Чехословакия и отива в Канада, за да бъде с приятеля си от детството Джордж Сироватка, който е собственик на ски бутик. През следващите две години тя живее в Монреал и подобрява своя английски, взимайки вечерни курсове в университета „Макгил“. Работи като модел за някои от Канадските кожени компании. След това Ивана напуска Сироватка и се премества в Ню Йорк, за да промотира Олимпиадата.

### Смърт
Умира от тежък гръден кръвоизлив вследствие на падане от стъпалата в дома ѝ в Манхатън, Ню Йорк.